# Lina Kostenko
Lina Wassyliwna Kostenko (ukrainisch Ліна Василівна Костенко; * 19. März 1930 in Rschyschtschiw, Oblast Kiew, Ukrainische SSR) ist eine ukrainische Dichterin. Sie gehört zu den wichtigsten Vertreterinnen der ukrainischen Lyrik des 20. Jahrhunderts und ist eine Vorläuferin der Dichtergeneration der politischen und künstlerischen „Tauwetter-Periode“ nach 1956 in der Sowjetunion, der so genannten Generation der „Sechziger“. 1967 wurde sie für den Nobelpreis für Literatur nominiert.

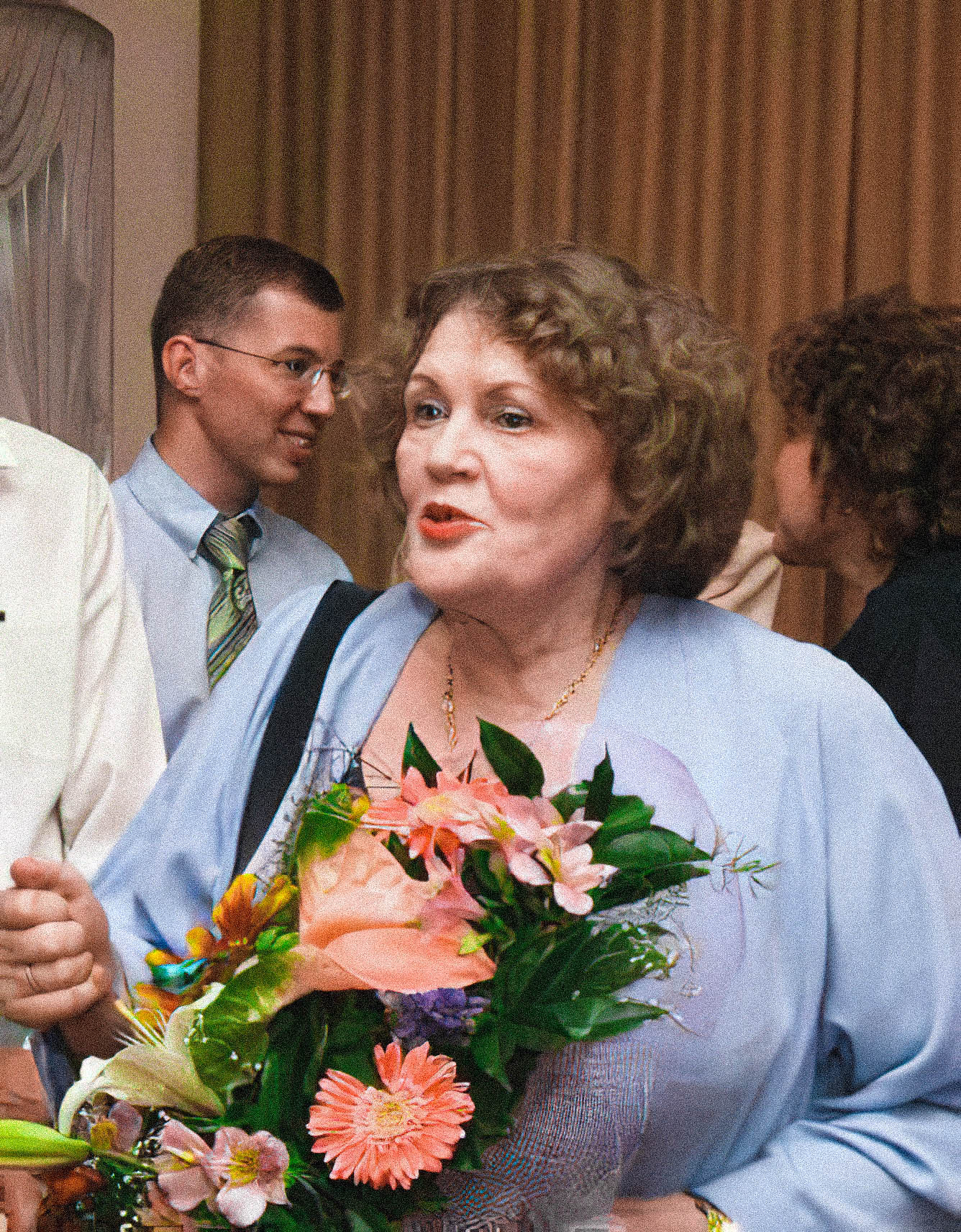
Lina Kostenko 2006

## Leben
Als Tochter eines Lehrerehepaars wurde Lina Kostenko 1930 in der Kleinstadt Rschyschtschiw geboren, wuchs jedoch in Kiew auf, wohin ihre Familie 1936 übersiedelte. Nach dem Abschluss der Mittelschule studierte sie zunächst am Kiewer Pädagogischen Institut und setzte dann ihr Studium bis zum Abschluss 1956 am Maxim-Gorki-Institut für Literatur in Moskau fort.
Ihre erste Gedichtsammlung Prominnja semli (Die Strahlen der Erde, 1957) erhielt ebenso wie der 1958 folgende Band Witryla (Die Segel) Aufmerksamkeit von Publikum und Kritik.
Kostenkos insgesamt drei bis 1961 erschienene Veröffentlichungen, bei denen sie sich staatlichen Zensurversuchen widersetzen konnte, festigten ihre Bekanntheit als Dichterin. Dem Gedichtband Sorjanyj intehral (Das Sternenintegral) wurde kurz vor der Drucklegung 1963 die Veröffentlichung verweigert, weil sie vom Zensor verlangte Änderungen nicht akzeptierte. Ein Fernseh-Drehbuch aus dem Jahr 1964, in dem Kostenko das Schicksal im Zweiten Weltkrieg gefallener ukrainischer Dichter thematisierte (Perewirte swoji hodynnyky, Überprüft Eure Uhren), wurde zunächst abgelehnt, später in derart verfremdeter Form unter anderem Titel produziert, dass Kostenko sich von der Autorenschaft distanzierte. Diese Vorfälle leiteten eine Phase des Publikationsverbotes ein, die 16 Jahre, bis 1977, andauerte. In dieser Zeit wurden ihre Gedichte im so genannten Samisdat als Privatkopien verbreitet, teilweise ohne ihr Wissen.
Erst 1977 erlebte Kostenko mit Nad berehamy witschnoji riki (An den Ufern des ewigen Stroms) ein Comeback in der Öffentlichkeit. Bis 1989 erschienen noch vier weitere Gedichtbände, von denen der vorletzte, Wybranne (Ausgewählte Gedichte) auch Arbeiten aus der Zeit des Publikationsverbots enthielt. Der vorerst letzte Gedichtband von Lina Kostenko erschien 1999 unter dem Titel Berestetschko (Kleine Birke). Von den seitdem veröffentlichten Auswahlbände enthielten zwei (2011) auch neue bzw. bisher nicht veröffentlichte Gedichte. 2010 erschien Kostenkos einziger Prosaroman Sapisky ukrajinskoho samaschedschoho (Aufzeichnungen eines ukrainischen Verrückten), der unmittelbar nach dem Erscheinen ein Bestseller wurde.
Ein einschneidendes Ereignis für Kostenkos Spätwerk – wie für die gesamte ukrainische Gesellschaft – war die Katastrophe von Tschernobyl. Sie verarbeitete sie nicht nur in Gedichten, Drehbüchern und Artikeln, sondern engagiert sich auch in Organisationen, die sich gegen das Vergessen der Ereignisse einsetzen.
Lina Kostenko lebt und arbeitet in Kiew; sie hat zwei Kinder.

## Dichtung
Lina Kostenkos Werk ist von einer geistigen Unabhängigkeit und Widerstand gegen Denkverbote und Zensur geprägt. Im Mittelpunkt steht stets der Mensch, den sie stark und ehrlich zeichnet. Als Motive ihrer Arbeit wählt sie häufig historische Gestalten und Ereignisse, wie dies viele Künstler in repressiven Systemen tun, um das Publikum selbst Parallelen zu aktuellen Themen ziehen zu lassen. Die Situation des Künstlers innerhalb eines totalitären Staates trifft man in vielen ihrer Arbeiten der 1970er Jahre, während des Publikationsverbots:
Vermagst du nicht, den Wind zu malen,
den durchsichtigen Wind auf hellem Grund,
dann male breitästige, hohe Eichen,
die sich im Winde wiegen bis zur Erd’.
Kostenkos Übersetzerin Anna-Halja Horbatsch zieht Vergleiche mit Anna Achmatowa und beobachtet eine feine Ironie in ihrer Arbeit, die im Spätwerk gelegentlich in Sarkasmus übergeht. Trauer und Schmerz über Tschornobyl, aber auch Wut und Ärger über Skrupellosigkeit, mit der Großprojekte wie das Tschornobyl-Atomkraftwerk realisiert worden sind, ziehen sich durch Kostenkos neuere Gedichte.
Die Welt ist voller Asche,
doch die Lunge der Menschheit hat sich längst daran gewöhnt.

## Auszeichnungen
- Nationaler Taras-Schewtschenko-Preis 1987, für Nepowtornist und Marusja Tschuraj
- Antonowytsch-Preis, 1989
- Petrarca-Preis (Italien), 1994
- Orden des Fürsten Jaroslaw des Weisen V. Klasse, 2000
- Benennung eines Asteroiden nach ihr: (290127) Linakostenko, 2015
- Ehrenlegion, 2022

## Werke

### Gedichtbände
- Prominnja semli (Проміння землі – Die Strahlen der Erde, 1957)
- Witryla (Вітрила – Die Segel, 1958)
- Mandriwky serzja (Мандрівки серця – Wanderungen des Herzens, 1961)
- Sorjanyj intehral (Зоряний інтеграл – Das Sternenintegral, unveröffentlicht)
- Knjascha hora  (Княжа гора, 1972, unveröffentlicht)
- Nad berehamy witschnoji riki (Над берегами вічної ріки – An den Ufern des ewigen Stroms, 1977)
- Marusja Tschuraj (Маруся Чурай, Versroman, 1979)
- Nepowtornist (Неповторність – Unwiederholbarkeit, 1980)
- Sad netanutschych skulptur (Сад нетанучих скульптур – Garten der unvergänglichen [nichtschmelzenden] Skulpturen, 1986/1987)
- Wybrane (Вибране – Ausgewählte Gedichte, 1989)
- Busynowyj zar (Бузиновий цар – Der Holunderzar, Gedichte für Kinder, 1987)
- Berestetschko (Берестечко – Kleine Birke, 1999)
- Ritschka Heraklita (Річка Геракліта – Der Fluss des Heraklit, 2011)
- Madonna perechrest (Мадонна перехресть – Madonna der Kreuzungen, 2011)

### Roman
- Sapysky ukrajinskoho samaschedschoho (Записки українського самашедшого – Aufzeichnungen eines ukrainischen Verrückten, 2010)

### Drehbuch
- Perewirte swoji hodynnyky (Перевірте свої годинники – Überprüft Eure Uhren, 1964)

### Deutschsprachige Ausgaben
- Kerben der Zeit: Ukrainische Lyrik der Gegenwart (ukrainisch/deutsch, aus dem Ukrainischen von Anna-Halja Horbatsch, 2003), ISBN 3-931180-15-8
- Grenzsteine des Lebens. Gedichte (ukrainisch/deutsch, aus dem Ukrainischen von Anna-Halja Horbatsch, 1998), ISBN 3-931180-07-7
- Ich bin all das, was mir lieb und wert ist (aus dem Ukrainischen von Alois Woldan, 2021), ISBN 978-3-99029-496-3
- Und wieder ein Prolog (ukrainisch/deutsch, aus dem Ukrainischen von Alois Woldan, 2022), ISBN 978-3-99029-545-8.